# Prix Fragonard de littérature étrangère
Le prix Fragonard de littérature étrangère est un prix littéraire français, créé en 2022 par la maison de parfumerie Fragonard, qui récompense un livre écrit par une femme, traduit en français et publié en France, afin de donner plus de visibilité à la littérature féminine étrangère, en soutenant les autrices non francophones, ainsi que leurs traducteurs, avec l'ambition de s'ouvrir à d'autres cultures et de mettre en lumière des talents féminins.
La lauréate reçoit une somme de 5 000 euros, et son traducteur 2 000 euros. La maison Fragonard offre également une résidence de huit jours à Arles dans la maison d'hôtes du parfumeur.

## Jury
Le jury de la première édition est composé de neuf personnes : Jakuta Alikavazovic, traductrice ; Élise Boghossian, fondatrice de l'ONG Elisecare ; Danielle Cillien Sabatier, librairie Galignani ; Mathias Énard, écrivain; Alain Mabanckou, écrivain; Anna Mouglalis, actrice ; Alina Gurdiel, directrice de collection ; Agnès Costa et Charlotte Urbain, de la parfumerie Fragonard. 

## Liste des lauréates
- 2022 : Théodora Dimova, pour Les Dévastés (Éditions des Syrtes)[2]
- 2023 : Yōko Tawada, pour En Éclaireur (Éditions Verdier)[3]
- 2024 : Cécile Pin, pour Les Âmes errantes (Éditions Stock)[4]